# Жигаєво
Жигаєво (рос. Жигаево) — село в Конишевському районі Курської області Російської Федерації.
Населення становить 258 осіб. Входить до складу муніципального утворення Ваблинська сільрада.

## Історія
Населений пункт розташований на території українського етнічного та культурного краю Східна Слобожанщина.
Від 2004 року входить до складу муніципального утворення Ваблинська сільрада.

## Населення
| 1862 | 1892  | 1900  | 1905  | 1979 | 2002 | 2010 |
| ---- | ----- | ----- | ----- | ---- | ---- | ---- |
| 1812 | ↗2562 | ↗2670 | ↘2370 | ↘895 | ↘444 | ↘258 |